# Нові Вислі (Комсомольський район)
Нові Вислі́ (рос. Новые Высли, чув. Хирти Выçли) — присілок у складі Комсомольського району Чувашії, Росія. Входить до складу Альбусь-Сюрбеєвського сільського поселення.
Населення — 308 осіб (2010; 323 у 2002).
Національний склад:
- чуваші — 100 %